# Мангайм Тауншип (округ Ланкастер, Пенсільванія)
Мангайм Тауншип (англ. Manheim Township) — селище (англ. township) в США, в окрузі Ланкастер штату Пенсільванія. Населення — 43 977 осіб (2020).

## Демографія
Згідно з переписом 2010 року, у селищі мешкали 38 133 особи в 15 133 домогосподарствах у складі 10 442 родин. Було 15827 помешкань
Расовий склад населення:
| - 87,6 % — білих - 5,0 % — азіатів - 3,0 % — чорних або афроамериканців - 0,1 % — корінних американців - 2,4 % — осіб інших рас |

До двох чи більше рас належало 1,9 %. Частка іспаномовних становила 6,6 % від усіх жителів.
За віковим діапазоном населення розподілялося таким чином: 23,0 % — особи молодші 18 років, 56,3 % — особи у віці 18—64 років, 20,7 % — особи у віці 65 років та старші. Медіана віку мешканця становила 44,0 року. На 100 осіб жіночої статі у селищі припадало 89,1 чоловіків;  на 100 жінок у віці від 18 років та старших — 85,7 чоловіків також старших 18 років.
Середній дохід на одне домашнє господарство  становив 97 348 доларів США (медіана — 68 547), а середній дохід на одну сім'ю — 117 328 доларів (медіана — 89 731). Медіана доходів становила 62 036 доларів для чоловіків та 46 145 доларів для жінок. За межею бідності перебувало 5,4 % осіб, у тому числі 6,7 % дітей у віці до 18 років та 2,8 % осіб у віці 65 років та старших.
Цивільне працевлаштоване населення становило 18 555 осіб. Основні галузі зайнятості: освіта, охорона здоров'я та соціальна допомога — 28,9 %, виробництво — 14,9 %, науковці, спеціалісти, менеджери — 10,0 %, роздрібна торгівля — 8,6 %.